# Remix
A remix (angol eredetű kifejezés, szó szerinti fordításban: ’újrakeverés’) általánosan minden olyan zenetechnológiai eljárás, amelynek során:
- egy zeneszám (dal) hangfelvételét vagy annak valamely részletét zenei elemekre bontják, majd
- az egyes zenei elemeken elvégzett szerkesztést (azaz egyes zenei elemek hozzáadását, elvételét, módosítását vagy más megváltoztatását) követően,
- a megszerkesztett elemeket újra összerakják („újrakeverik”) annak érdekében, hogy
- a szerkesztés céljától, jellegétől, módjától és mértékétől függően az eredeti zeneszámnak (dalnak) új ritmust, stílust, hangzást stb. teremtsenek, vagy abból más, zenei eszközökkel kifejezhető új minőséget hozzanak létre.

A remix a fenti definícióból következően tehát mindenképpen az eredeti zenei alkotóelemek újraszerkesztésének céljával elvégzett, szándékolt beavatkozást jelent az eredeti zeneszám (dal) integritásába. A beavatkozás jellege, mértéke és eredménye azonban kizárólag a remixet készítő céljaitól, illetve a cél megvalósításához használt technikai eszközöktől függ. A remixelt változatok egy dal alternatív változatai.

## A remix története
A modern stúdiótechnika már évek óta lehetővé teszi, hogy a hangfelvételek elkészítése során a zenét megszólaltató minden egyes hangszeres és vokális előadóművészi teljesítményt külön-külön, önálló felvételi sávokon rögzítsenek. A stúdiótechnika segítségével azután ezeket az önállóan rögzített sávokat, illetve azon belül is a legjobban sikerült felvételrészeket mindenfajta minőségromlás nélkül, mérnöki pontossággal össze lehet illeszteni („mixelni”), így állítva elő a dal hangfelvételen megjelenő végleges változatát. Ez az eljárás számos nyilvánvaló technikai előnyt jelent a hangfelvételek készítésében. Az egyes zenei sávok önálló kezelése folytán az előadóművészeknek nem kell egy helyen és egy időben jelen lenniük a hangfelvétel elkészítéséhez, hiszen az egyes hangszeres és vokális előadóművészi teljesítményeket akár egymástól eltérő időpontokban, egymástól függetlenül is rögzíteni lehet. Ugyanebből az eljárásból fakadó további előny, hogy az egyes önálló előadóművészi teljesítményeket egymás után többször is rögzíteni lehet, és elég utólag, a végső szerkesztés („mixelés”) során kiválogatni a legjobban sikerült felvételrészeket, összeillesztve azokat más, ugyancsak önállóan rögzített előadóművészi teljesítmények legjobban sikerült részeivel. Egy egyszerű példát említve: ezzel az eljárással minden további nélkül megoldható, hogy egy énekes 16 soros énekéből kiemeljék az első próba során felvett 4 sort, és azt összeillesszék a harmadik próba során felvett további 8 sorral. Az eljárás természetesen tovább is folytatható: az éneket kísérő, önálló sávokon rögzített ritmushangszerek vagy gitárkíséretek legjobban sikerült részeit ezen a módon utólag lehet "hozzákeverni" a már megszerkesztett énekhez, így állítva elő a dal hangfelvételen megjelenő végleges változatát.
A digitális technológiának a zenében való megjelenésével az előzőekben említett lehetőségek még inkább kibővültek. A digitális technológia segítségével ugyanis a zene és annak minden egyes alkotóeleme ugyanúgy két értéket (0 és 1) felvevő számsorokban vált kifejezhetővé, mint a számítógép által értelmezhető (azaz olvasható, szerkeszthető stb.) bármely más művelet. Ezen az úton a zene – hasonlóan például az egyszerű szövegszerkesztéshez – a legkisebb alkotóeleméig, az egyedi hangig felbonthatóvá, elemekre szedhetővé és újraépíthetővé vált.
A modern stúdiótechnika és a digitális technológia összekapcsolása a zenét és annak alkotóelemeit gyakorlatilag korlátlan mértékben manipulálhatóvá teszi. A remix készítésénél éppen az így kínálkozó technikai eszközöket alkalmazzák, egyfajta zenei "építőkockaként" hasznosítva a zeneszám (dal) hangfelvételének eredeti elemeit (például az egy-egy hangszeres vagy vokális előadóművészi teljesítményt megszólaltató, rögzítetett felvételi sávok egészét, annak egyes részleteit vagy akár az egyedi hangokat). Ezen eszközök segítségével a remixfelvétel készítője gyakorlatilag technikai korlátozás nélkül módosíthatja az eredeti hangfelvételt: például számítógéppel előállított új ritmuselemeket illeszthet be, visszaépíthet olyan korábban rögzített és eltárolt felvételrészeket, amelyeket az eredeti dal hangfelvételre kerülő végső változatában nem alkalmaztak, különleges hanghatások elérése érdekében digitális hangmintákat illeszthet be az eredeti felvételbe stb. A módosítás eredménye mindig az, hogy az eredeti zeneszám (dal) egy vagy több zenei alapeleme (tehát a dallam, a ritmus, a harmónia, valamint a hangszín-kombinációk, illetve a mindezek együttes hatásából kialakuló hangzás) kisebb-nagyobb mértékében megváltozik.
A remixnek több, jól elkülöníthető típusa van, ezek közül az alábbiakban csak néhányat említünk meg. A remix legegyszerűbb verziója az, amikor a dal – az eredeti szerkezet, tempó, illetve zenei jelleg megőrzése mellett – új hangszerelést kap. Vannak olyan típusú remixek, amelyek átalakítják a dal eredeti szerkezetét is, például egyes szerkezeti egységeket ("verse", refrén) felcserélnek. Léteznek olyan remixek, amelyek nem tartalmazzák a teljes eredeti dalt, hanem abból például csak egy négysoros refrént vagy csak egyes hangszeres részeket vesznek át, és a remixben csak ezt használják fel. Készülnek azután olyan remixek is, ahol az eredeti dalt különleges hanghatásokkal (effektekkel) módosítják, például az énekhangot szaggatottá, recitálóvá teszik. Az egyes remixtípusok sorát még hosszan lehetne folytatni, hiszen a változtatások jellege, mértéke és eredménye – ahogyan az fentebb már említésre került – kizárólag a remixet készítő személy céljaitól, illetve a cél megvalósításához használt technikai eszközöktől függ.
A fentiekből következően a remixalbum olyan hangfelvételek egy hanghordozón kiadott összességét jelenti, amelyeknek mindegyike vagy túlnyomó része remixfelvétel. Az egy előadótól megjelenő remixalbumok jellemzője, hogy általában csak az adott előadó korábbi felvételeinek remixváltozatát tartalmazzák, és ebből állítanak össze egy album terjedelmű anyagot.

## A remix célja
A remixfelvétel készítésének leggyakrabban az a célja, hogy egy korábban hangfelvételen már forgalomba hozott, általában ismertté és népszerűvé vált dal eredeti változatát kisebb-nagyobb mértékű változtatásokkal megújítsa, és az eredeti dal sikerét is felhasználva, a remixváltozat meghallgatására ösztönözzön. Ezt a célt két eszköz egyidejű alkalmazásával igyekszik elérni. Egyrészt kifejezetten törekszik arra, hogy a dal eredeti változatának egyes meghatározó jegyei (például a refrén stb.) mindenképpen felismerhetőek, azonosíthatóak maradjanak, emellett azonban az újszerű hatás elérése érdekében az eredeti dal zenei alapelemeiből (dallam, ritmus, harmónia, hangszín-kombinációk, illetve a mindezek együttes hatásából kialakuló hangzás) egyet vagy többet megváltoztat.
A remixfelvétel készítése a hangfelvételek előállítása, kiadása és forgalmazása során, ezen belül is döntő mértékben az ún. könnyű műfajban, mára már intézményesült, részben művészi, részben közvetlen üzleti, illetve marketingcélokat szolgáló eljárássá is vált. Számos sikeres hangfelvételnek – előre tervezetten – megjelentetik a remixváltozatát is. A remixváltozat megjelentetése többirányú művészi, illetve üzleti célt is szolgálhat. Művészi cél lehet például, hogy a remixváltozat egy sikeres dalnak olyan új, feszesebb ritmust vagy hangzást adjon, amelynek segítségével a korábban már népszerűvé vált dallamra felfigyelhetnek a gyorsabb ritmusokat vagy a kifejezetten tánczenét kedvelők is. Ez egyben természetesen üzleti célt is jelent, hiszen a remixváltozat elkészítése és forgalomba hozatala bővítheti az adott előadót kedvelők, illetve a hangfelvételt megvásárlók körét. A remixváltozat elkészítéséhez és forgalomba hozatalához gyakran fűződik olyan üzleti elképzelés is, hogy ezen az úton – teljesen új zenei anyag elkészítése nélkül is – fenntartható az adott előadót kedvelő közönség figyelme és vásárlókedve, hiszen a rajongók a már megismert és megszeretett dalokat minden bizonnyal szívesen megvásárolják remixváltozatban is.
A remix ilyen intézményesült formájának három főbb irányzata létezik:
- a friss slágerek „életben tartása”, amikor a cél kifejezetten az, hogy a remixváltozat elkészítésével és kiadásával meghosszabbítsák a gyorsan változó zenei divatoknak kiszolgáltatott, és emiatt esetleg rövid idő alatt aktualitásukat vesztő dalok sikerét;
- a valamikor nagy sikerű, de esetleg már feledésbe merült slágerek „felélesztése”, amikor a remixváltozat kifejezetten a korábbi sláger megújítását célozza, kihasználva annak egykori sikerét;
- a kifejezetten „feldolgozás” jellegű remixek, amelyek az előző két kategória bármelyikébe tartozhatnak, és azoktól elsősorban abban különböznek, hogy itt már nem is az eredeti előadók teljesítményét használják fel újra, hanem a remixváltozat elkészítésére más előadóművészeket kérnek fel.